# Блоа
Блоа̀ (на френски: Blois) е град във Франция, главен град на департамент Лоар е Шер.
Разположен е на десния бряг на Лоара, на която има и пристанище. Основан е през 6 век. Жп и шосеен транспортен възел. Обувна и шоколадова промишленост. Туризъм, производство на вино и бренди. Във френската кралска резиденция, намирала се там, е погребана Катерина Медичи. Население около 47 854 жители към 2007 г.

## Известни личности
Родени в Блоа
- Владимир Гете (1812 – 1892), духовник
- Луи XII (1462 – 1515), крал
- Дени Папен (1647 – 1712), физик и изобретател
- Огюстен Тиери (1795 – 1856), историк